# Trójka (województwo wielkopolskie)
Trójka – wieś w Polsce położona w województwie wielkopolskim, w powiecie konińskim, w gminie Stare Miasto.
| SIMC    | Nazwa  | Rodzaj    |
| ------- | ------ | --------- |
| 0296182 | Nowiny | część wsi |

W latach 1975–1998 miejscowość administracyjnie należała do województwa konińskiego.